# Christine Elisabeth af Slesvig-Holsten-Sønderborg
Christine Elisabeth af Slesvig-Holsten-Sønderborg (23. juli 1638 – 7. juli 1679) var en dansk-tysk prinsesse, der var hertuginde af Sachsen-Weimar fra 1662 til 1679. Hun var datter af hertug Hans Christian af Slesvig-Holsten-Sønderborg og var gift med hertug Johan Ernst 2. af Sachsen-Weimar.

## Biografi
Christine Elisabeth blev født den 23. juli 1638 i Sønderborg som det andet barn af hertug Hans Christian af Slesvig-Holsten-Sønderborg i hans ægteskab med Anna af Delmenhorst.
Hun blev gift den 14. august 1656 i Weimar med hertug Johan Ernst 2. af Sachsen-Weimar. Der blev født 5 børn i ægteskabet.
Hertuginde Christine Elisabeth døde 40 år gammel den 7. juli 1679 i Weimar. Johan Ernst overlevede sin kone med 3 år og døde den 15. maj 1683 i Weimar.

## Eksterne links
- Hans den Yngres efterkommere